# Julius von Payer

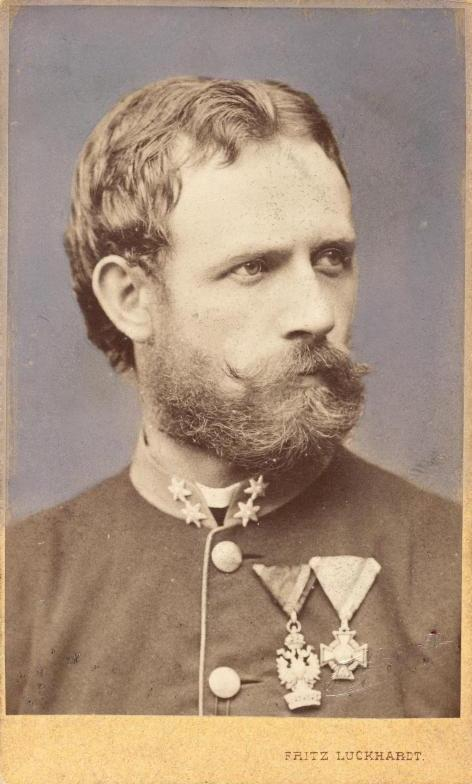
Julius Payer (Bildnis als Oberleutnant, aufgenommen von Fritz Luckhardt, ohne Datum, vor 1875)

Julius Johannes Ludovicus Payer, seit 1876 Ritter von Payer (* 2. September 1841 in Teplitz-Schönau, Böhmen; † 30. August 1915 in Veldes (heute Bled, Slowenien)), war ein österreich-ungarischer Offizier, Polar- und Alpenforscher, Kartograf und Professor der Militärakademie, der sich auch als Maler einen Namen machte.
Mit Carl Weyprecht leitete er von 1872 bis 1874 die Österreichisch-Ungarische Nordpolexpedition, bei der u. a. die arktische Inselgruppe Franz-Josef-Land entdeckt wurde. In Anerkennung dieser Verdienste wurde Julius Payer 1876 in den erblichen Adels- bzw. Ritterstand erhoben.

## Leben

### Ausbildung
Julius war der Sohn des k.k. Ulanenhauptmanns Franz Anton (Rudolf) Payer (1791–1855) aus Kriegern und der Blandine Franziska Payer, geborene John (1802–1882). Sein älterer Bruder Richard Payer war ein Forschungsreisender im Amazonasgebiet.
Julius von Payers Ausbildung erfolgte zunächst am Kadetteninstitut zu Krakau und anschließend von 1856 bis 1859 an der Theresianischen Militärakademie in Wiener Neustadt. Unter seinen Lehrern war der bekannte Geograph und Alpinforscher Carl Sonklar. Nach erfolgreichem Abschluss wurde Payer am 15. Juni 1859 als Unterleutnant 2. Klasse zum 36. Infanterieregiment überstellt (österreichisch: ausgemustert).

### Militär und Alpinforschung
Am 24. Juni 1859 kam es zur österreichischen Niederlage bei Solferino, wodurch der Großteil Oberitaliens an das italienische Königreich Sardinien-Piemont fiel. Julius Payer war davon zunächst nicht betroffen, weil sein Regiment zum Schutz vor einem befürchteten französischen Angriff in der Bundesfestung Mainz des Deutschen Bundes und in Frankfurt am Main stationiert war.
Die Monatsgage des Unterleutnants Payer betrug zu dieser Zeit 36 Gulden.
Von 1860 bis 1866 war Payers Regiment an verschiedenen Orten in Venetien stationiert. Payer nutzte dies dazu, um jedes Jahr während seines Urlaubs verschiedene Alpengipfel zu erkunden und auch schriftlich darüber zu berichten. Dreißig Erstbesteigungen in der Ortler-, Adamello- und Glocknergruppe werden ihm zugeschrieben.
1860 bis 1862 war Julius Payer bei der Truppe in Verona und machte von dort aus erste Bergtouren in den Monti Lessini und am Monte Baldo. 1863 unternahm er eine Besteigung des Großglockners von der Tiroler Ortschaft Kals aus und erstellte darüber einen professionellen Bericht, der 1864 mit Zeichnungen und Landkarte in der Fachzeitschrift Geographische Mitteilungen von August Petermann veröffentlicht wurde. 1864 wurde Payer Kommandant des Lagunenforts Lombardo bei Chioggia und unternahm im September umfangreiche Erkundungstouren durch das Gebiet der Adamello- und Presanella-Gruppe. Als Payer auf seiner Rückreise in Trient Station machte, wurde der dort kommandierende Generalmajor Kuhn auf den jungen Leutnant aufmerksam, weil dieser beim Bergsteigen im Urlaub zuverlässige Landkarten des Gebirgsmassivs gezeichnet hatte. Payer bezeichnete die Begegnung mit dem General später als alles entscheidend für sein Leben. Im Spätsommer 1865 begann Payer mit der bergsteigerischen Erschließung der Ortlergruppe. Bis 1865 wirkte er auch als Lehrer für Geschichte und Geographie an der Militärakademie.
Am Italienkrieg von 1866 nahm Payer im 3. Bataillon des 36. Infanterieregiments teil. Am 17. Juni 1866 wurde er zum Oberleutnant befördert. In der Schlacht bei Custozza am 24. Juni 1866 konnte er eine feindliche Kanone wegnehmen und erhielt dann am 18. Juli das Militärverdienstkreuz. Trotz der gewonnenen Schlacht hatte Österreich den Krieg gegen Preußen verloren und musste Venetien an das mit Preußen verbündete Königreich Italien abtreten. Daher wurde auch das 36. Infanterieregiment von Venetien in das Gebiet um Jägerndorf in Österreichisch-Schlesien verlegt.
Auf dem Weg dorthin nahm Payer im September 1866 seinen Urlaub, den er zur Erforschung der westlichen Ortler-Alpen (Trafoier Gebiet) nutzte. Im August des folgenden Jahres reiste Payer von Jägerndorf über Wien und Venedig nach Trient, um die südlichen Ortler-Alpen zu erforschen. Dabei wäre Julius Payer beinahe ums Leben gekommen, als sich ein Schnee-Überhang auf der Punta San Matteo unerwartet ablöste. Payer und sein Führer Johann Pinggera stürzten dabei 200 Meter in die Tiefe. Zu ihrem unglaublichen Glück befand sich dort eine Schneegrube, so dass beide mit dem Leben und ohne schwere Verletzungen davonkamen.
Als General Kuhn Anfang 1868 Kriegsminister geworden war, erinnerte er sich an Payer und berief ihn an das Militärgeographische Institut, dessen Direktor August von Fligely Payer weiter förderte.
Zur Erstellung neuer Karten vom Adamello- und Ortlergebiet erhielt Payer drei bergerfahrene Tiroler Kaiserjäger, 1000 Gulden und einen Theodolit.
Payer war jetzt in offizieller Mission tätig, verfügte über professionelles Gerät und war nicht mehr auf wenige Urlaubswochen eingeschränkt, er blieb jedoch weiterhin Offizier beim 36. Infanterieregiment. Nachdem Payer die Vermessungsarbeiten im Herbst 1868 abgeschlossen hatte, entband ihn der Kriegsminister im Januar 1869 von seinen Dienstpflichten, um ihm die Teilnahme an der Zweiten Deutschen Nordpolar-Expedition (1869/70) von Petermann und Koldewey zu ermöglichen. Kuhn gehörte später auch zu den Unterstützern der Österreichisch-Ungarischen Nordpol-Expedition von Payer und Weyprecht (1872–1874).
Schon im Alter von 27 Jahren galt Julius Payer als versierter Erforscher des Hochgebirges, der sowohl wissenschaftliche Beobachtungen in der Natur als auch topographische Zusammenhänge sicher beherrschte und ebenso in der Lage war, seine Erkenntnisse schriftlich niederzulegen. 1868 ernannte ihn daher die Universität Halle aufgrund seiner bergsteigerischen Forschungen und Publikationen zum Dr. phil. ehrenhalber.

### Polarexpeditionen

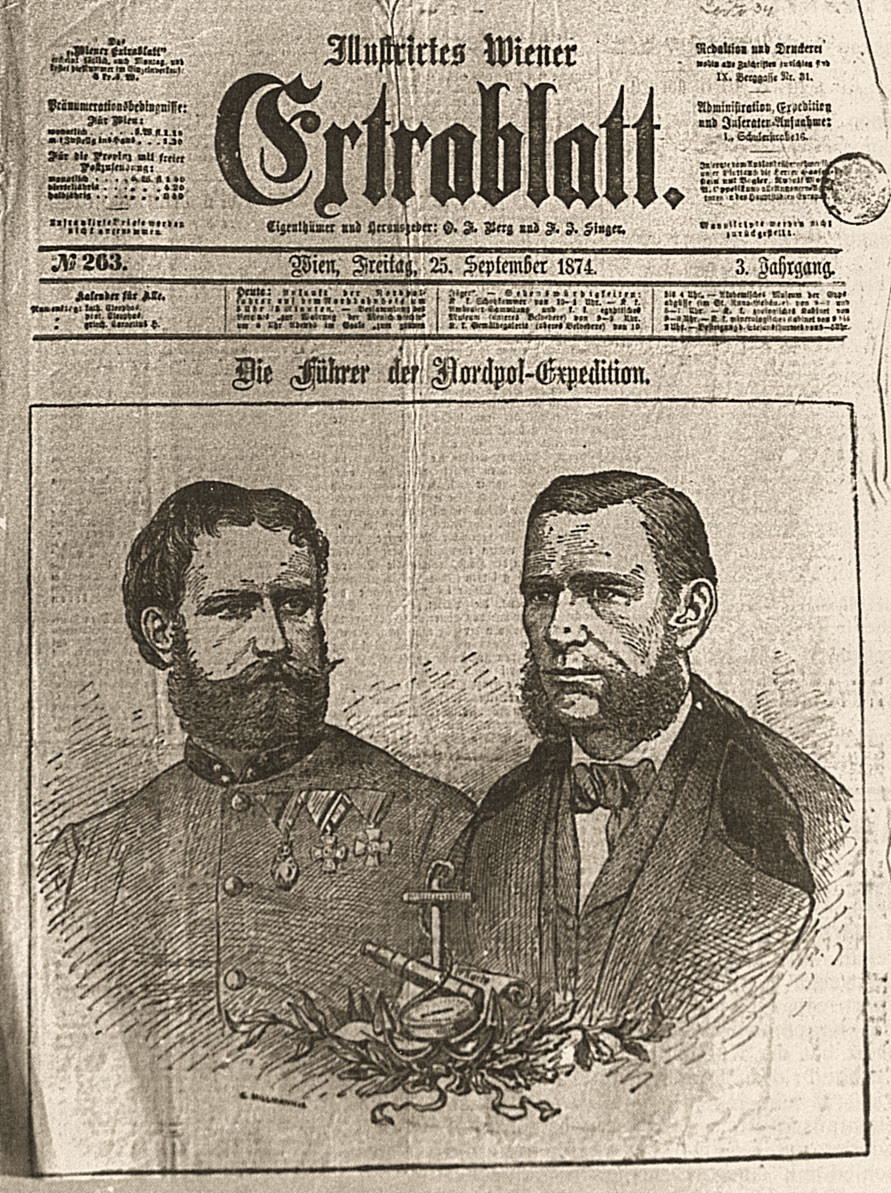
Julius Payer (links) mit Karl Weyprecht auf der Titelseite des Illustrierten Wiener Extrablattes am 25. September 1874

1869/70 nahm Payer auf Einladung August Petermanns an der Zweiten Deutschen Nordpolar-Expedition unter Kapitän Carl Koldewey nach Ostgrönland teil. Die Expedition verließ Bremerhaven am 15. Juni 1869 in Gegenwart König Wilhelms von Preußen. Mit der Germania erreichte man als nördlichsten Punkt die Shannon-Insel. Vom Winterquartier bei der Sabine Ø aus wurde die Küste zwischen 73° und 77° nördlicher Breite vermessen. Payer unternahm mehrere Schlittenreisen zur Erforschung des Landes, insbesondere rund um den Kejser Franz Joseph Fjord. Als erfahrener Alpinist bestieg er küstennahe Berge, wie einen fast 2100 m hohen Gipfel nahe der nach ihm benannten 2320 m hohen Payer Tinde. Am 11. September 1870 kehrte die Germania wohlbehalten nach Bremerhaven zurück.
Am 15. Oktober 1870 wurde Payer in Wien von Kaiser Franz Josef I. zu einer halbstündigen Privataudienz empfangen, bei der er dem Monarchen über die Ergebnisse der Expedition berichtete. Mit Allerhöchster Entschließung vom 24. November 1870 erhielt Payer in Anerkennung seiner bei der Zweiten Deutschen Nordpolar-Expedition erworbenen Verdienste um die Wissenschaft den Orden der Eisernen Krone III. Klasse, verbunden mit dem Anrecht auf erblichen Ritterstand.
Eine zweite Expedition führte ihn 1871 mit Carl Weyprecht auf der von Hans Graf Wilczek gecharterten Isbjörn in die Gewässer zwischen Spitzbergen und Nowaja Semlja. Die Fahrt bereitete die große Österreichisch-Ungarische Nordpolexpedition vor, die von 1872 bis 1874 auf dem Forschungsschiff Tegetthoff mit Carl Weyprecht als Kommandant zur See und Julius Payer als Kommandant an Land stattfand. Sie führte zur Entdeckung Franz-Joseph-Lands. Bald nach seiner Rückkehr hatten sich viele Kritiker zu Wort gemeldet, die die Existenz des Franz-Joseph-Landes und auch die Erlebnisse der Teilnehmer während der Expedition bezweifelten. Aufgrund von Zeugenaussagen, Tagebüchern und wissenschaftlichen Skizzen konnte Payer die Zweifel zwar weitgehend widerlegen; die von ihm bei dieser Expedition vermeintlich entdeckten Gebiete König-Oskar-Land und Petermann-Land erwiesen sich später aber tatsächlich als nicht existent. Aufgrund des Misstrauens in der Offizierskaste wurde allerdings seine außertourliche Beförderung zum Hauptmann hintertrieben. Der in der Ehre gekränkte Payer nahm seinen Abschied – mit 44 Gulden Honorar.

### Heirat
1876 weilte Julius von Payer zur Erholung in Franzensbad. Dort machte er die Bekanntschaft der reichen Frankfurter Bankiersgattin Fanny Kann, geb. Gumpertz (* 19. Juli 1845). Ihr Vater Leopold Gumpertz hatte ein Wechselgeschäft auf der Zeil 61 (Adressbuch 1872). Gumpertz hatte 1839 den israelitischen Bürgereid in Frankfurt abgelegt. Fanny Kann war verheiratet mit dem Frankfurter Bankier (Geschäft: Bleichstr. 6) Beer Moses Kann, einem Neffen von Louis Rothschild. Sie war offenbar sehr angetan von dem berühmten Bergsteiger und Polarforscher. Sie ließ sich noch im gleichen Jahr scheiden und heiratete Julius von Payer. Am 15. November 1877 meldete Payer sich in Frankfurt wohnhaft. 1877 bis 1879 lebte das Paar in Frankfurt in der Hanauer Landstraße 15 im Ostend. Zwei Kinder wurden geboren, zuerst am 6. Mai 1877 in Bayonne die Tochter Oliva Julia Fanny und am 15. Mai 1881 in Frankfurt der Sohn Julius.

### Malerei

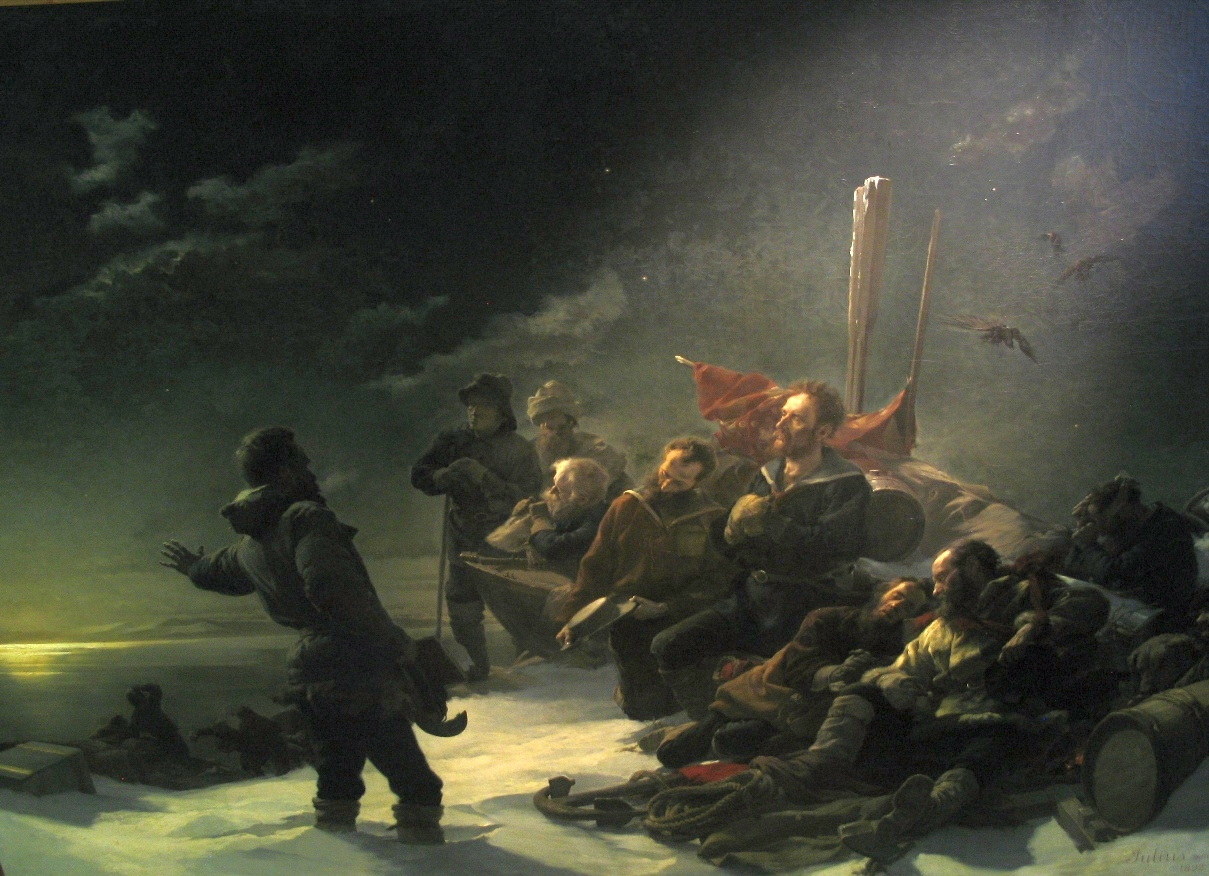
Julius von Payer: Nie zurück! (1892)

Payer studierte Malerei am Städel-Institut unter den Professoren Hasselhorst, Lutze und Sommer. Weiterhin beschäftigte er sich in Frankfurt mit Anatomie an Leichen und der zeichnerischen Perspektive. Auf Anregung von Ferdinand Wagner griff er erstmals zum breiten Pinsel und malte Ölbilder. Persönlich war er gänzlich in der Liebe zu seiner mondänen Frau gefangen. So schrieb Payer 1878 aus Frankfurt an seinen Freund, den bekannten Afrikareisenden Gerhard Rohlfs, dass er, wenn er nicht so glücklich verheiratet wäre, die geplante Expedition in die „Länder zu den schwarzen Kerlen“ gerne mitgemacht hätte. Payer setzte seine Ausbildung 1880 bis 1882 an der Münchener Akademie unter Alexander Wagner, dessen Komposition und Maltechnik ihn inspirierte, fort. In München schuf Payer einen größeren Zyklus von Bildern über die Franklin-Polarexpedition, für die er die große Medaille der Münchener Akademie erhielt. Am 31. Dezember 1882 meldeten sich die Payers behördlich von Frankfurt nach Paris ab.
In Paris hatte Payer sein Atelier in der Rue de Martin, wo er Einflüsse von Constant, Bonnat, Cabanel, Gallait und Tattegrain aufnahm. Im Atelier von Munkacsy erlernte er den wirkungsvollen Kontrast von leuchtendem Weiß und samtenem Schwarzbraun. 1884 verlor er ein Auge durch eine Infektion. Die Schuld daran gab er zeit seines Lebens seiner Frau Fanny, die ihm nach der Operation eine Blutspur mit Wattebäuschchen unsachgemäß abgetupft habe. Obendrein war er schon von Jugend an kurzsichtig. Für seine Gemälde erhielt er in Paris 1887 und 1889, in München 1885, in Berlin 1888 und in Chicago 1894 jeweils goldene Medaillen.
Monumentalgemälde von ihm mit arktischen Themen befinden sich im Naturhistorischen Museum und im Marinesaal des Heeresgeschichtlichen Museums in Wien.

### Scheidung
1890 trennte sich Julius von Payer von Frau und Kindern, die in Paris wohnen blieben. Angeblich hatte Fanny von Payer einen ausgeprägten Hang zum gesellschaftlichen Leben. Ihr soll sehr daran gelegen gewesen sein, den berühmten Nordpolarforscher überall herumzuzeigen, was Payer offenbar zunehmend missfiel. Nach der Trennung kehrte Payer nach Wien zurück und sah Frau und Kinder nie wieder, selbst der Briefwechsel schlief bald ein.
In Wien bezog Payer wieder seine alte Wohnung in der Bechardgasse 14. Dort, im einstigen Atelier von Hans Makart, eröffnete er eine Malschule für junge Damen. Unter seinen Schülerinnen befand sich auch Helene Lillmann aus Frankfurt. Seit 1892 fühlte er sich krank und an nervöser Erschöpfung (Neurasthenie) leidend. 1892 entstand aber auch sein berühmtestes Bild „Nie zurück“. Seit 1895 zeigte er Interesse an den Planungen zu einer deutschen Südpolexpedition. 1898 besuchte ihn Fridtjof Nansen in Wien. Einen Teil seines Einkommens verdiente er durch Vorträge, in 18 Jahren hielt er 1228. Für Tirol war Payer Mitarbeiter des Baedeker-Reiseführers.

### Krankheit und Tod

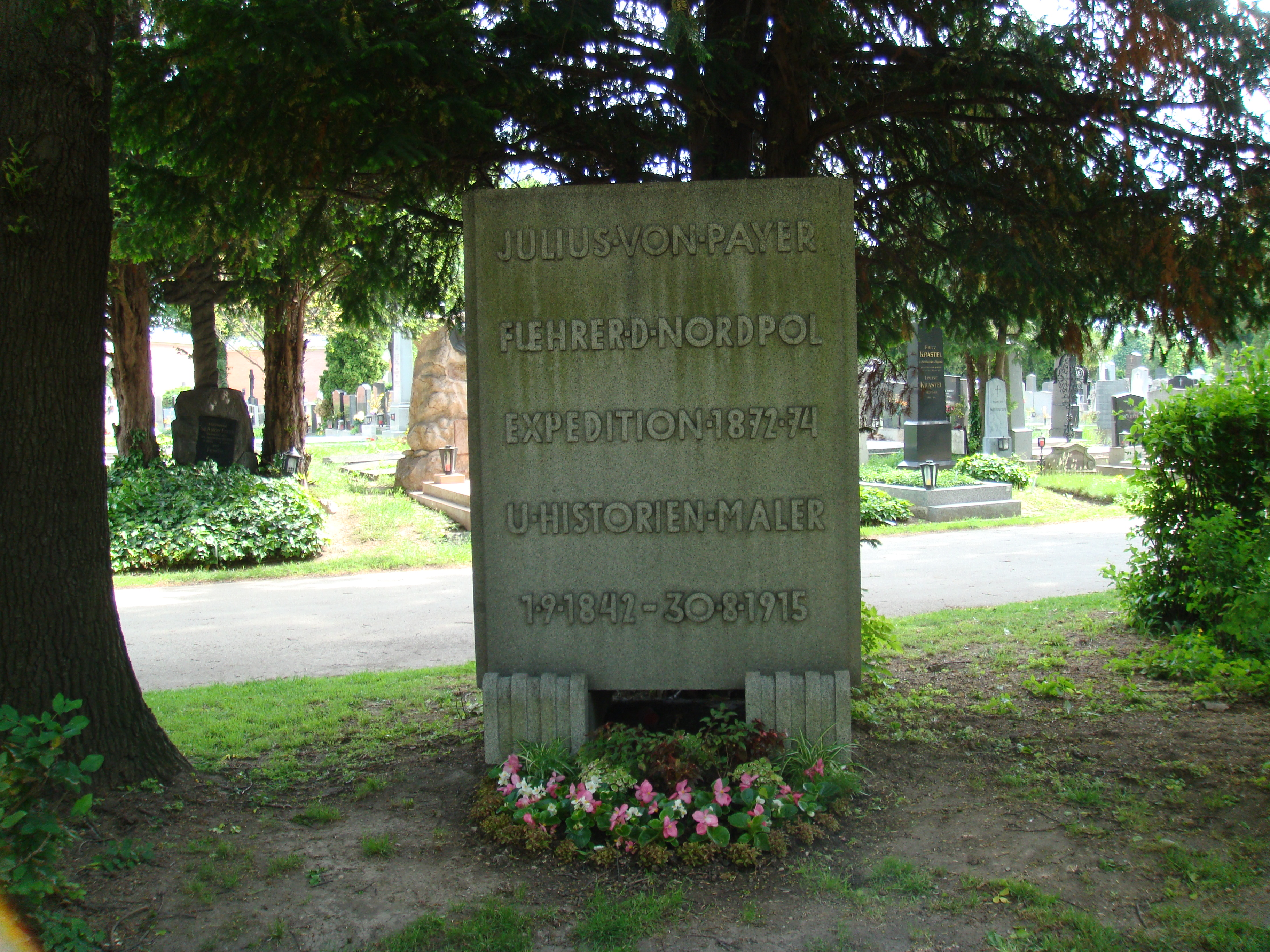
Payers Grab auf dem Wiener Zentralfriedhof (Die Lebensdaten weichen, wie in älterer Literatur auch hier geringfügig von den tatsächlichen ab.)

In den 1890er Jahren nahm er seine Tochter Adele, die einem früheren Verhältnis entstammte, zu sich. Um 1903 geriet er weithin in Vergessenheit. Freilich erhielt er in diesem Jahr ein Gnadengehalt von 6000 Kronen jährlich bis zum Lebensende. Seine Sommerurlaube verbrachte er regelmäßig in Bad Veldes im Herzogtum Krain, am Veldeser See zwischen Julischen Alpen und Karawanken. Er war Anhänger der Kurmethoden der Riklischen Anstalt mit ausgedehnten Sommerbädern. Am 26. Mai 1912 traf ihn, der bis dahin von eiserner Gesundheit war, ein Schlaganfall, der ihn der Sprache beraubte. Ihm war nur noch schriftliche Verständigung möglich. Seine Einsamkeit vergrößerte sich nach der Heirat der Tochter Adele mit dem Oberleutnant v. Manker-Lerchenstein (ein Vorfahre des Regisseurs Gustav Manker). Er lebte seit 1900 mit seiner Wirtschafterin Fanny „Mizl“ Katschke (1879–1918), die einst eine Schülerin von ihm gewesen war und die er in die Kunst der Malerei eingeführt hatte, in eheähnlicher Gemeinschaft zusammen. Payer starb am 30. August 1915 in Veldes an einem Herzanfall. Er wurde am 4. September 1915 in einem Ehrengrab auf dem Wiener Zentralfriedhof (Gruppe 32 A, Nummer 37) beigesetzt.

## Rezeption

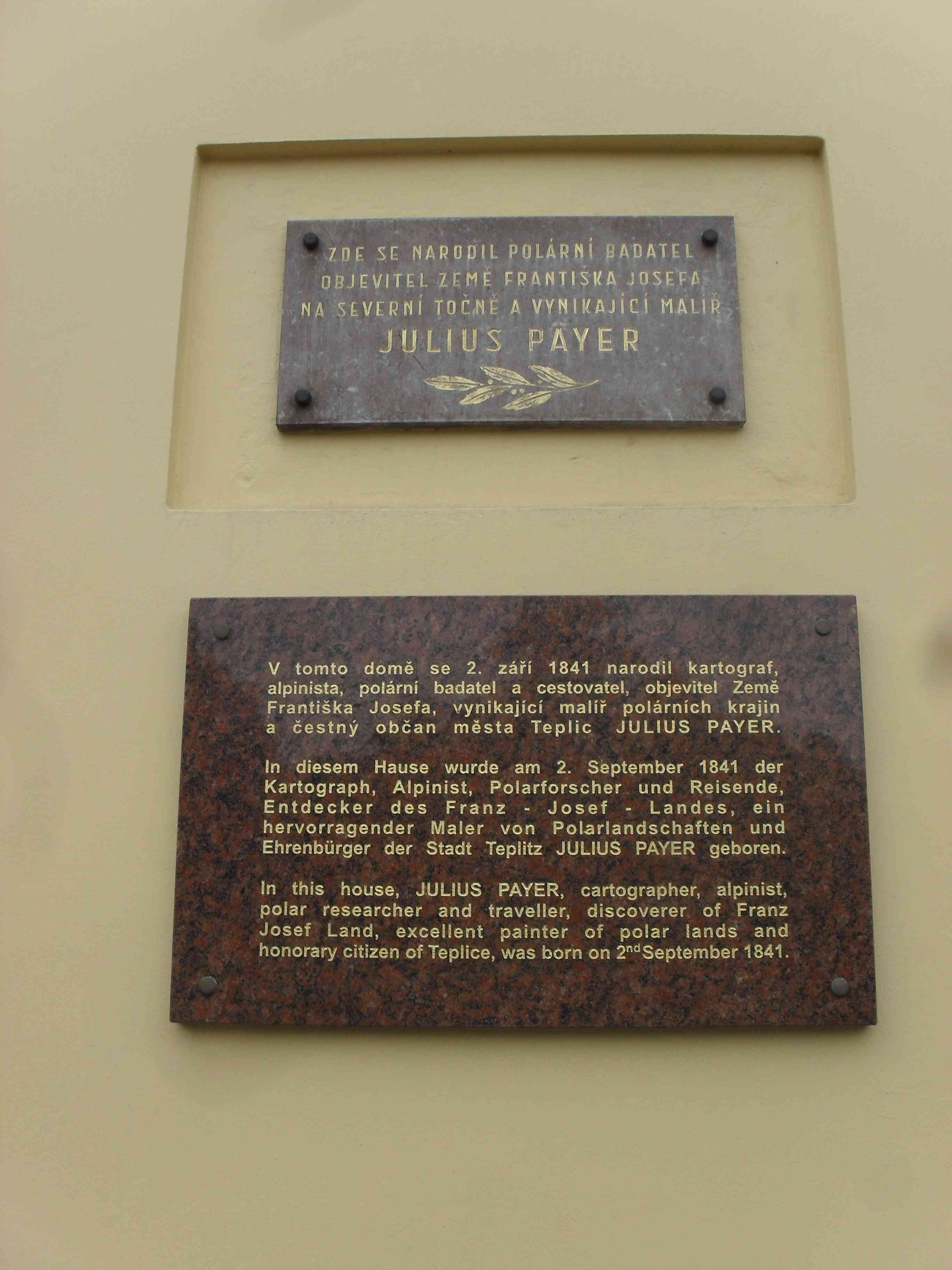
Gedenktafel in Payers Geburtsort Teplice

Im Marinesaal des Wiener Heeresgeschichtlichen Museums ist die Österreichisch-Ungarische Nordpolexpedition im Detail dokumentiert. Zu sehen sind u. a. zahlreiche Gemälde von Julius Payer, darunter das Monumentalgemälde „Nie zurück“, das die Dramatik der Situation widerspiegelt, als die Besatzung auf das im Eis eingeschlossene Schiff zurück wollte, was den sicheren Tod bedeutet hätte. Weiters sind Schiffsmodelle ausgestellt, die im Zusammenhang mit der Expedition stehen, und die berühmte „Schlange“ des Julius von Payer. Es handelt sich dabei um Reflexionen, die Payer kurz vor seinem Tod zu Papier brachte und die über sein Leben berichten. Die Zettel wurden später aneinandergeklebt und ergaben insgesamt 24 Rollen, die mit der Bezeichnung „Die Schlange“ versehen wurden. Mehrere Fotografien veranschaulichen zusätzlich das Geschehen und runden die Ausstellung ab.
Nach Payer sind die Payerhütte und die Payerspitze (Punta Payer, 3446 m) am Ortler in Südtirol, die Payer Tinde auf der Halbinsel Suess Land in Ostgrönland, der Payer-Gletscher auf der Insel Alexandraland, die Payer-Insel in Franz-Joseph-Land, das Payer-Land im Süden des König-Wilhelm-Landes und die Payergruppe in Neuschwabenland benannt. Eine Bucht von Pim Island im Smithsund, in der Robert Peary 1901/02 überwinterte, heißt Payer Harbour. Bei der Namensgebung der Payergasse im 16. Bezirk Ottakring, der Julius-Payer-Gasse im 22. Bezirk Donaustadt und der Vega-Payer-Weyprecht-Kaserne im 14. Bezirk Penzing wurde ebenfalls seiner gedacht. In Mödling gibt es eine Payergasse, in Graz eine Payer-Weyprecht-Straße und in Klagenfurt eine Payergasse.
Beeindruckt von der Österreichisch-Ungarische Nordpolexpedition komponierte Eduard Strauß 1875 den Weyprecht-Payer-Marsch (Opus 120).
Am 10. August 1973 gab die Österreichische Post die Briefmarke 100 Jahre Entdeckung des Franz-Joseph-Landes, gestaltet von Adalbert Pilch nach einem Bild von „J. Payer“ heraus.
2014 gab die Republik Österreich eine 5 Euro Kupfermünze des Themas Abenteuer Arktis heraus, auf der Payers Expeditionsschiff Admiral Tegetthoff im Eis dargestellt ist. 2015 folgte eine Silbermünze der Republik Österreich zu 20 Euro mit Darstellung von Julius von Payer und Karl Weyprecht und ebenfalls des Expeditionsschiffs.
Die unterhalb des Rifugio Mandrone in der Adamellogruppe liegende ehemalige Leipzigerhütte der Sektion Leipzig des Deutschen und Österreichischen Alpenvereins (DuOeAV), die heute als Forschungseinrichtung des Museums für Wissenschaften – MUSE in Trient dient, ist ebenfalls nach Julius Payer benannt.

## Schriften (Auswahl)
- Die österreichisch-ungarische Nordpol-Expedition in den Jahren 1872–1874, nebst einer Skizze der zweiten deutschen Nordpol-Expedition 1869–1870 und der Polar-Expedition von 1871. Time-Life-Edition, Amsterdam 1983, ISBN 90-6182-761-2 (Repr. d. Ausg. Wien 1876).
  - Die Entdeckung von Kaiser Franz Joseph-Land. 1872–1874. Ediert und mit einem Vorwort versehen von Detlef Brennecke. Edition Erdmann, Wiesbaden 2017, ISBN 978-3-7374-0039-8.

## Werke (Auswahl der Gemälde)
- Nie zurück! 1892, Öl auf Leinwand, ca. 330 × 460 cm, Heeresgeschichtliches Museum, Wien
- Eisbär auf einer Scholle, um 1890, Öl auf Leinwand, ca. 50 × 60 cm, Heeresgeschichtliches Museum, Wien
- Das Grab des Maschinisten Krisch, um 1890, Öl auf Leinwand, ca. 50 × 60 cm, Heeresgeschichtliches Museum, Wien
- Eislandschaft mit drei Männern, um 1890, Öl auf Leinwand, ca. 35 × 50 cm, Heeresgeschichtliches Museum, Wien
- Die SMS Admiral Tegetthoff im Eis eingeschlossen, um 1890, Öl auf Leinwand, ca. 30 × 40 cm, Heeresgeschichtliches Museum, Wien
- Studie zum Gemälde „Nie zurück“, um 1890, Öl auf Leinwand, ca. 45 × 90 cm, Heeresgeschichtliches Museum, Wien